# Hirokazu Hasegawa
Hirokazu Hasegawa (japanisch 長谷川 博一 Hasegawa Hirokazu; * 20. Oktober 1986 in der Präfektur Hiroshima) ist ein japanischer Fußballspieler.

## Karriere
Hasegawa erlernte das Fußballspielen in der Universitätsmannschaft der Hiroshima University of Economics. Seinen ersten Vertrag unterschrieb er 2008 bei Sagan Tosu. Der Verein spielte in der zweithöchsten Liga des Landes, der J2 League. Für den Verein absolvierte er 17 Ligaspiele. 2011 wechselte er zum Ligakonkurrenten Ōita Trinita. Für den Verein absolvierte er 23 Ligaspiele.